# Pioneer 6, 7, 8 e 9
Le Pioneer 6, 7, 8 e 9 erano delle sonde spaziali appartenenti al Programma Pioneer. Insieme formavano una serie di satelliti orbitanti attorno al Sole, alimentati da batterie e celle solari, progettata per ottenere continue misurazioni alla base dei fenomeni interplanetari da punti largamente distanti nello spazio. Erano anche conosciute come Pioneer A, B, C e D. La quinta (Pioneer E) è stata persa in un incidente durante il lancio.
Le Pioneer 6-9 sono alcune delle meno costose di tutte le sonde della NASA, in termini di risultati scientifici per ogni dollaro speso. Al 1996 la Pioneer 6 era il più vecchio satellite operativo della NASA, dopo essere stato in orbita per più di 30 anni.

## Scopo
Le Pioneer 6, 7, 8 e 9 sono state create per ottenere le prime dettagliate misurazioni globali del vento solare, del campo magnetico solare e dei raggi cosmici. Sono state progettate per misurare su larga scala i fenomeni magnetici e le particelle e i campi nello spazio interplanetario. I dati ottenuti sono stati poi utilizzati per comprendere meglio i processi stellari e la struttura e il flusso del vento solare. I veicoli hanno operato anche come la prima rete meteorologica solare basata nello spazio al mondo, ottenendo dati pratici sulle tempeste solari che incidono sulle comunicazioni e sulle energie terrestri.
Gli esperimenti hanno studiato gli ioni positivi (cationi) e gli elettroni del vento solare, la densità elettronica interplanetaria (esperimento di propagazione radio), i raggi cosmici solari e galattici e il campo magnetico interplanetario.

## Descrizione dei veicoli
Ogni sonda era identica alle altre, con una massa in orbita di 146 kg (a secco). Erano dei cilindri con diametro di 0,94 m e alti 0,81 m, con un magnetometro montato su un braccio lungo 1.8 m e pannelli solari montati attorno al corpo.
L'antenna principale era un'antenna direzionale ad alto guadagno. La sonda era stabilizzata ad una rotazione di 1 Hz ca., e l'asse era perpendicolare al piano dell'eclittica e puntata verso il polo eclittico sud.
Strumenti trasportati:
| Strumento                             | Pioneer 6 | Pioneer 7 | Pioneer 8 | Pioneer 9 |
| ------------------------------------- | --------- | --------- | --------- | --------- |
| Solar Wind Plasma Faraday Cup         | ✓         | ✓         |           |           |
| Cosmic-Ray Telescope                  | ✓         | ✓         |           |           |
| Electrostatic Analyzer                | ✓         | ✓         | ✓         |           |
| Superior Conjunction Faraday Rotation | ✓         | ✓         |           |           |
| Spectral Broadening                   | ✓         |           |           |           |
| Relativity Investigation              | ✓         |           |           |           |
| Uniaxial Fluxgate Magnetometer        | ✓         |           |           |           |
| Cosmic-Ray Anisotropy                 | ✓         | ✓         | ✓         | ✓         |
| Celestial Mechanics                   | ✓         | ✓         | ✓         | ✓         |
| Two-Frequency Beacon Receiver         | ✓         | ✓         | ✓         | ✓         |
| Single-Axis Magnetometer              |           | ✓         | ✓         |           |
| Cosmic Dust Detector                  |           |           | ✓         | ✓         |
| Cosmic Ray Gradient Detector          |           |           | ✓         | ✓         |
| Plasma Wave Detector                  |           |           | ✓         |           |
| Triaxial Magnetometer                 |           |           |           | ✓         |
| Solar Plasma Detector                 |           |           |           | ✓         |
| Electric Field Detector               |           |           |           | ✓         |

## Comunicazioni
Dal controllo a terra, potevano essere selezionate una delle cinque velocità di trasmissione, uno dei quattro formati di dati e una delle quattro modalità operative. Le cinque velocità di trasmissione erano 512, 256, 64, 16 e 8 bit/s. Tre dei quattro formati di dati contenevano principalmente dati scientifici e consistevano in 32 parole a 7 bit per file. Il primo era da usare con le due velocità di trasmissione più elevate, mentre il secondo con le tre velocità di trasmissione più basse. Il terzo conteneva dati ottenuti solo dall'esperimento di propagazione radio e il quarto formato principalmente dati d'ingegneria.
Le quattro modalità operative erano: in tempo reale, deposito telemetria, deposito cicli forzati e in lettura della memoria. Nella modalità in tempo reale, i dati venivano campionati e trasmessi direttamente (senza archiviazione) come specificato dal formato file e dalla velocità di trasmissione selezionata. Nella modalità di deposito telemetria i dati venivano archiviati e trasmessi simultaneamente nel formato e nella velocità di trasmissione selezionate. Nella modalità deposito cicli forzati una singola struttura di dati scientifici veniva raccolta ed archiviata ad una velocità di 512 bit/s. L'intervallo di tempo che intercorreva tra il raccoglimento e l'archiviazione delle successive strutture poteva essere variato dal controllo a Terra da 2 a 17 minuti per provvedere ad una parziale copertura dati in periodi fino a 19 ore, limitati dalla capacità di archiviazione. Nella modalità di lettura della memoria i dati venivano letti ad una qualsiasi velocità di trasmissione, a seconda della distanza del satellite dalla Terra.